# Цзу Юн
Цзу Юн (кит. трад. 祖詠, упр. 祖咏, пиньинь Zǔ Yǒng; 699—746) — китайский поэт времен династии Тан. Происходит из города Лоян, провинция Хэнань.
Дружил с Ван Вэйем, Чу Гуанси, Лу Сяном, Цю Вэйем. Известен стихотворением «Снег на холмах Цзуннани».
Его произведения входят в антологию Триста танских поэм.

### «Снег на холмах Цзуннани»
《终南望余雪》
终南阴岭秀

积雪浮云端

林表明霁色

城中增暮寒

Гряды Чжуннань склон северный красив,

Снега скопив сквозь облака плывет

Над кромкой леса виден ясно-светлый цвет,

Но холодает вечером средь стен столичных.
— Перевод Папа Хуху